# Entropy (film)
Pour les articles homonymes, voir Entropie.
Pour plus de détails, voir Fiche technique et Distribution.
Entropy est un film américain réalisé par Phil Joanou et sorti en 1999. Le long métrage est majoritairement sorti directement en vidéo notamment aux États-Unis et au Royaume-Uni, bien qu'il ait connu une sortie limitée en salles en France.

## Synopsis
Jack Walsch est une jeune réalisateur de New York. Alors qu'il tente tant bien que mal de monter son premier long métrage, il rencontre Stella, jeune mannequin française. Il tombe alors amoureux de la jeune femme. Stella retourne cependant en France, pendant que Jake se retrouve sans emploi. Pour se changer les idées, Jack retrouve ses vieux amis du groupe de rock irlandais U2 à Las Vegas. Il décide même de se marier sur un coup de tête, avec Pia, une femme rencontrée la veille. Mais ils vont rapidement divorcer. Jack va donc se rendre à Paris, dans l'espoir de retrouver Stella.

## Fiche technique
- Titre original et français : Entropy
- Titre alternatif : Adventures in Tinseltown
- Réalisation et scénario : Phil Joanou
- Musique : George Fenton, Josh Evans
- Production : Phil Joanou, Elie Samaha, Jane Rosenthal et Brad Epstein
- Sociétés de production : Baldwin/Cohen Productions, Disorder Productions, Interlight, Phoenician Entertainment et Tribeca Productions
- Distribution : Cinema Club (France, DVD), Touchstone Home Video (États-Unis)
- Pays de production :  États-Unis
- Budget : 3 millions de dollars[2]
- Durée : 104 minutes
- Dates de sortie :
  - États-Unis : 15 avril 1999 (festival de Los Angeles)
  - États-Unis : 12 septembre 2000 (directement en vidéo)
  - France : 25 octobre 2000 (sortie limitée)

## Distribution
- Stephen Dorff (VF : Lionel Melet) : Jake Walsh
- Judith Godrèche (VF : elle-même) : Stella
- Kelly MacDonald (VF : Alexandra Garijo) : Pia
- Lauren Holly (VF : Emmanuèle Bondeville) : Claire
- Jon Tenney (VF : Olivier Jankovic) : Kevin
- Frank Vincent : Sal
- Paul Guilfoyle : Andy
- Hector Elizondo : le patron du studio
- Bono : lui-même
- Larry Mullen Junior : lui-même
- Bray Poor : Wyatt
- Kathryn Erbe : Evan
- Jim Gaffigan : Bucky
- Dominic Hawksley : Pierre
- Drena De Niro : une serveuse

## Production
Marqué par les échecs commerciaux de ses précédents films Sang chaud pour meurtre de sang-froid et Vengeance froide, Phil Joanou se lance dans un projet plus personnel sur les conseils de Steven Spielberg et Bono. Stephen Dorff y tient le rôle principal de Jake, un personnage fortement autobiographique : comme dans le film, le réalisateur a eu une longue relation avec un mannequin et un mariage de courte durée avec une fille rencontrée d'un concert de U2 ; il a un jour frappé un directeur de studio sur le plateau ; il a un chat nommé Puddy Tat.
Le tournage a lieu en Afrique du Sud (Le Cap), en Irlande (Dublin), à New York, Las Vegas, Los Angeles et Paris,.

## Sortie et accueil
Le long métrage a connu une sortie directement en vidéo dans un bon nombre de pays comme les États-Unis et le Royaume-Uni, tandis qu'il a bénéficié d'une sortie en salles notamment en France, où il a été diffusé dans un seul cinéma à Paris, avec un résultat de 311 entrées et en Italie, où il totalise 4 137 entrées.